# Protocole MSI
Le protocole MSI (Modified, Shared, Invalid) est un protocole de cohérence de cache utilisé dans les systèmes multiprocesseur.

## États
Il s'applique à des caches fonctionnant en write-back dans lesquels chaque ligne possède un des trois états : Modified (M), Shared (S) ou Invalid (I), dont la signification est la suivante :
- M - si une ligne du cache est dans l'état M, cela signifie qu'elle est la seule copie valide. Le processeur est qualifié de propriétaire. Par contre, la copie en mémoire peut être ou non valide (la cohérence n'est pas assurée). La ligne doit être recopiée en mémoire en cas de remplacement.
- S - la ligne est dans le cache sans jamais avoir été modifiée. D'autres caches peuvent héberger une copie de cette ligne. La cohérence est assurée.
- I - ligne non valide. L'information qui y est rangée n'est pas digne de confiance. Tout accès donne lieu à un miss.